# William Klyne
William Klyne, né le 23 mars 1913 à Enfield, Middlesex, mort le 13 novembre 1977, est un chimiste organicien connu pour son travail sur les stéroïdes et la stéréochimie, un domaine dans lequel il était un pionnier. Ernest Eliel et Norman Allinger l'ont décrit comme « un des experts mondiaux ». 

## Biographie
Klyne a enseigné au Westfield College de l'Université de Londres, où il a été doyen des sciences de 1971 à 1973 et vice-principal de 1973 à 1976. Il a également siégé au comité de rédaction de la société de biochimie de 1950 à 1955 et au comité nomenclature de l'UICPA de 1971 jusqu'à sa mort.  Il a également créé et entretenu la collection de stéroïdes du Conseil de la recherche médicale et rédigé plusieurs manuels, notamment The Chemistry of Steroids (1957) et Atlas of Stereochemical Correlations (1974).